# Vandenboschia naseana
Vandenboschia naseana là một loài dương xỉ trong họ Hymenophyllaceae. Loài này được Christ Ching mô tả khoa học đầu tiên năm 1959.